# Robert Nippoldt

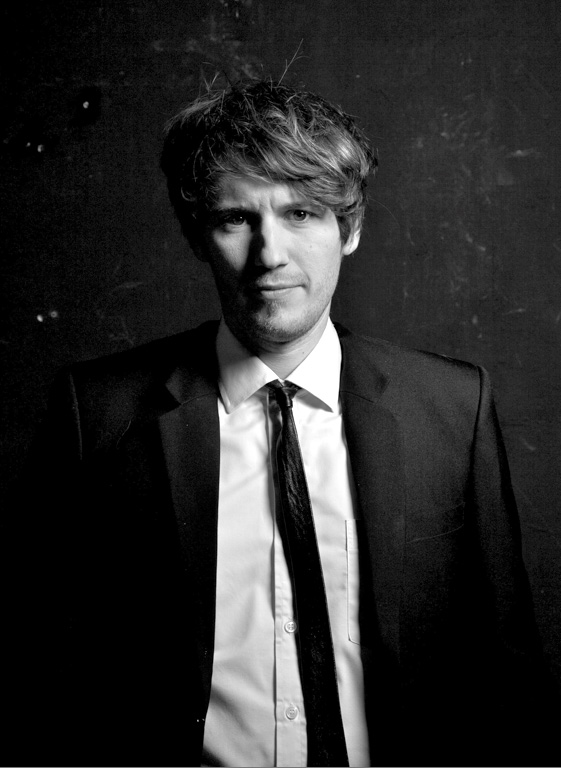
Portret van Robert Nippoldt

Robert Nippoldt (Kranenburg, 1977) is een Duitse illustrator, grafisch ontwerper en boekkunstenaar.
Hij studeerde grafisch ontwerp en illustratie aan de Fachhochschule (Hogeschool) in Münster. Het boek Gangster. Die Bosse von Chicago was zijn afstudeerproject. Twee jaar later, in 2007, werd zijn tweede boek Jazz. New York in the Roaring Twenties uitgebracht. Het werd vertaald in verschillende talen en won talloze prijzen. In 2010 verscheen zijn derde boek over het Amerika van de jaren twintig en dertig, Hollywood in the 1930s. In 2017 werd zijn vierde boek Night falls on the Berlin of the Roaring Twenties gepubliceerd door Taschen Verlag. Naast boeken brengt hij ook spellen en zeefdrukken in beperkte oplage uit.
Naast zijn boekprojecten verzorgt hij illustraties voor internationale tijdschriften en klanten, waaronder The New Yorker, Le Monde, Die Zeit, Mercedes-Benz, Reader's Digest, Taschen and TIME Magazine.
Bij dit soort opdrachten werkt hij samen met zijn zus Astrid Nippoldt en zijn vrouw, Christine Nippoldt, onder hun eigen label, Studio Nippoldt.
“Ein Rätselhafter Schimmer” is de begeleidende show bij het Berlijnboek. Het podiumprogramma met live-tekeningen en live-muziek werd in 2015-2018 ontwikkeld door Robert Nippoldt en het Trio Größenwahn. De show werd al meer dan 50 keer opgevoerd, onder andere in het Pantheon Theater in Bonn, in de Berlijnse Heimathafen Neukölln, in de historische Stadthalle Wuppertal, in Schloss Elmau, in de Kurhaus Göggingen en op de cruiseschepen van AIDA.
De werken van Robert Nippoldt zijn tentoongesteld op exposities in Duitsland, Zwitserland, België en Spanje. Zijn studio bevindt zich op het oude rangeerterrein in Münster.

## Publicaties

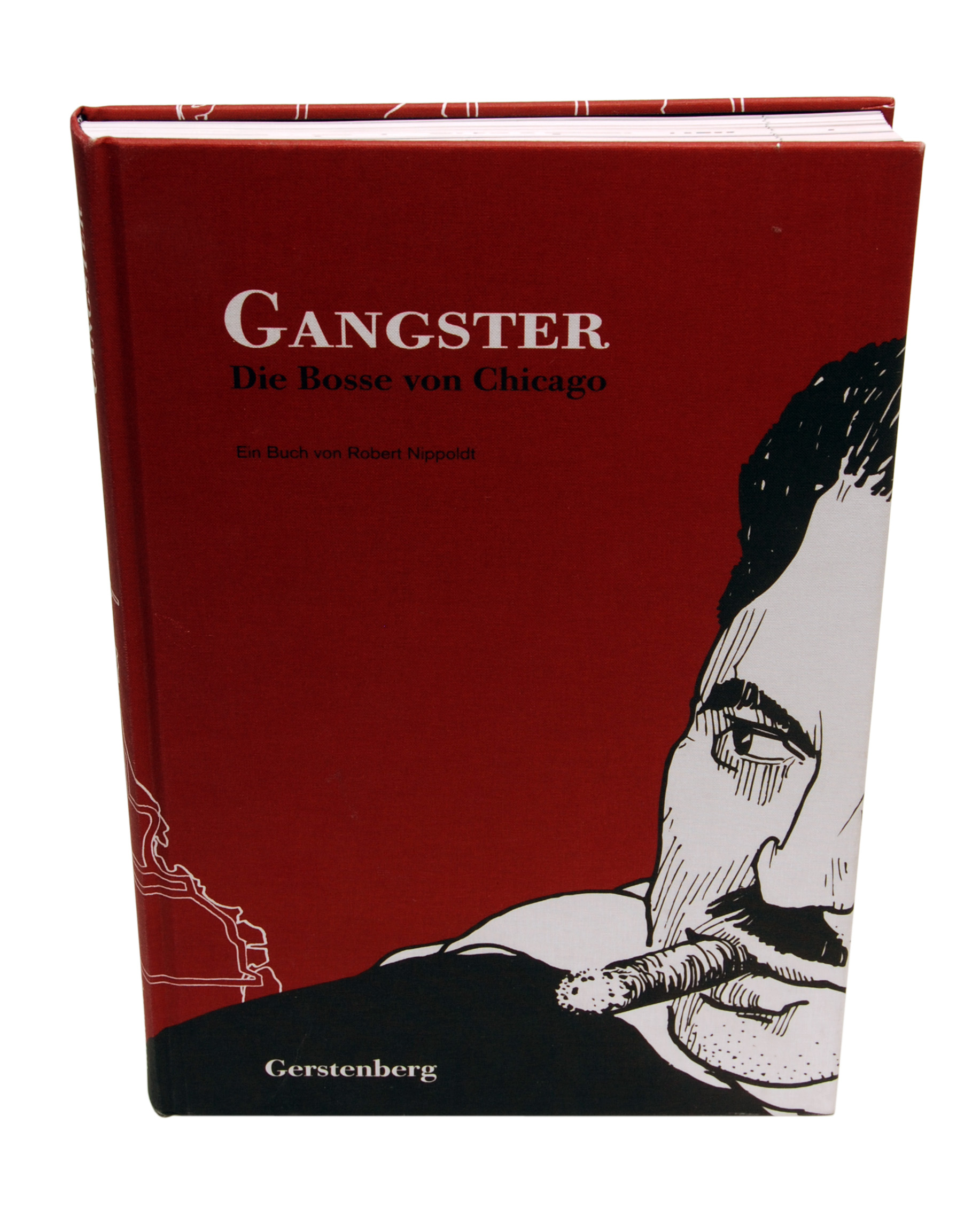
Gangster. Die Bosse von Chicago

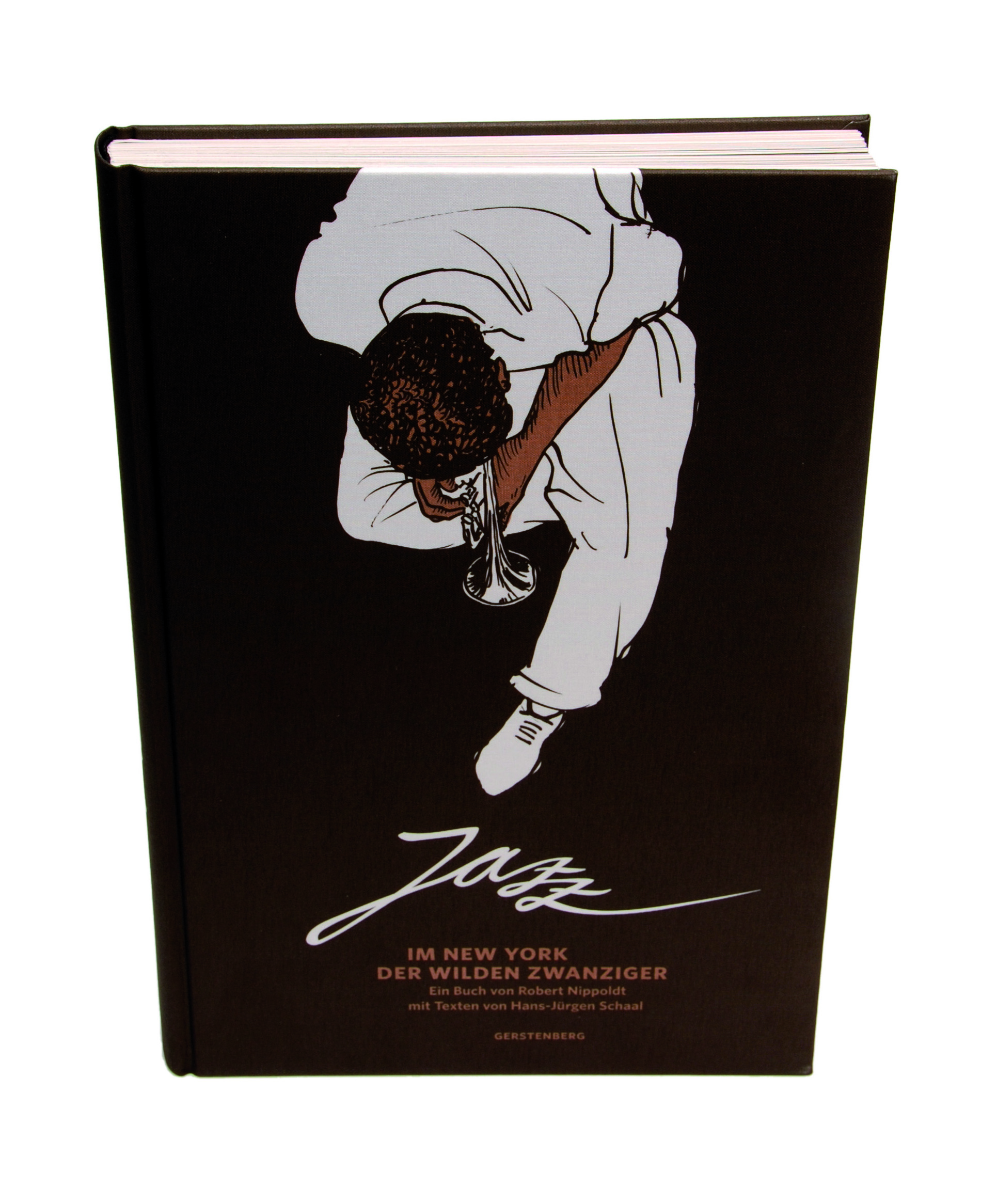
Jazz. New York in the Roaring Twenties

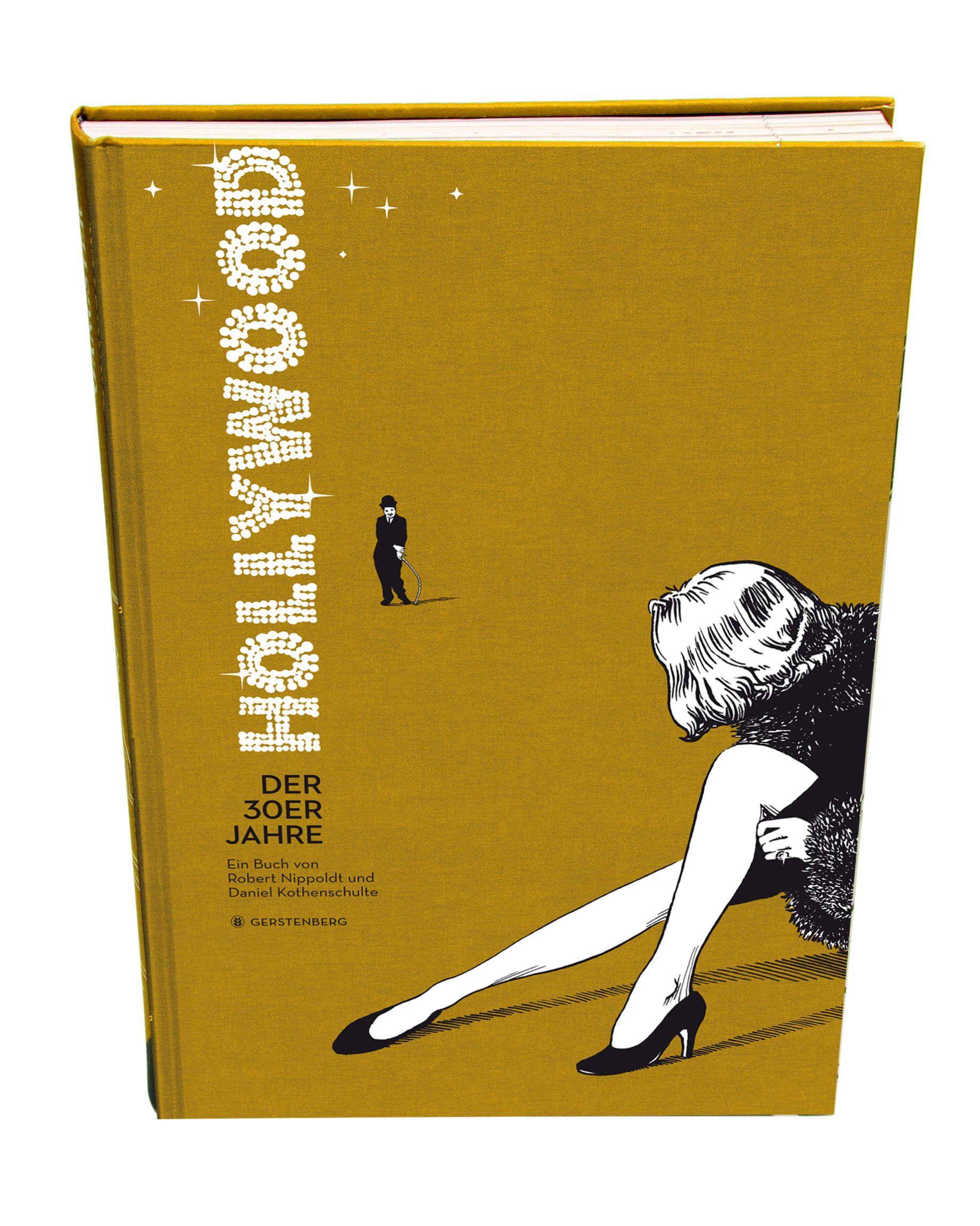
Hollywood in the Thirties

- Gangster. Die Bosse von Chicago, Gerstenberg Verlag, Hildesheim 2005. ISBN 978-3-8067-2941-2[17]
- Jazz. New York in the Roaring Twenties met Hans-Jürgen Schaal (tekst), TASCHEN 2013, ISBN 978-3836545013[18]
- Hollywood in the Thirties met Daniel Kothenschulte (concept, tekst) en Christine Goppel (inkleuring), TASCHEN, 2013, ISBN 978-3-8369-2628-7[19]
- The Great Transformation: Climate – Can we beat the Heat met Christine Goppel, Jörg Hartmann, Jörg Hülsmann, Astrid Nippoldt en Iris Ugurel, gepubliceerd door A. Hamann, C. Zea-Schmidt en Reinhold Leinfelder, WBGU, Berlijn 2014. ISBN 978-3936191417[20]
- Night Falls on the Berlin of the Roaring Twenties met Boris Pofalla (tekst), TASCHEN 2017, ISBN 978-3-8365-6320-8[21]

## Prijzen
- ADC Award voor “Berlin”, 2019, New York[22]
- Indigo Design Award voor “Berlin”, 2019, Amsterdam[23]
- iF Design Award voor “Berlin”, 2019, Hannover[24]
- German Design Award voor “Berlin”, 2019, Frankfurt[25]
- A' Design Award voor “Berlin”, 2019, Como[26]
- Econ Megaphon Award, Shortlist, voor “Berlin”, 2018, Berlin[27]
- International Design Award voor “Berlin”, 2018, Los Angeles[28]
- Best Book Award voor “Berlin”, 2018, Los Angeles[29]
- Berliner Type Award voor “Berlin”, 2018, Berlin[30]
- Red Dot Design Award voor “Berlin”, 2018, Essen
- ADC Award voor “Berlin”, 2018, Berlijn[31]
- Joseph Binder Award voor “Berlin”, 2018, Wenen[32]
- International Creative Media Award voor “Berlin”, 2018, Meerbusch[33]
- Filmboek van de maand, Hans Helmut Prinzler, voor “Berlin”, Januari 2018, Berlijn[34]
- German Design Award voor “Jazz”, 2016, Frankfurt[35]
- Best American Infographic voor “Facemap” in “Hollywood”, 2015, New York
- International Book Award voor “Jazz”, 2014, Los Angeles[36]
- Good Design Award voor “Jazz”, 2014, Chicago[37]
- Joseph Binder Award voor “Jazz”, 2014, Wenen
- A' Design Award voor “Jazz”, 2014, Como[38]
- D&AD, Award voor “Jazz”, 2014, London[39]
- Best American Infographic voor “The Recording Sessions – Sociogram” in “Jazz”, 2014, New York
- International Design Award voor “Jazz”, 2013, Los Angeles[40]
- German Designer Club Award voor “Hollywood”, 2011, Frankfurt
- Red Dot Design Award voor “Hollywood”, 2011, Essen[41]
- Filmboek van het jaar, Hans Helmut Prinzler voor “Hollywood”, 2010, Berlijn
- European Design Award voor lay-out voor “Jazz”, 2008, Stockholm[42]
- Stiftung Buchkunst: “Het mooiste Duitse boek 2007” voor “Jazz”, 2007, Frankfurt
- Illustrative: “Een van de prachtigste boeken in Europa” voor “Jazz”, 2007, Berlijn
- Red Dot Design Award voor “Gangster”, 2006, Essen

## Verwijzingen
1. ↑  Robert Nippoldt – The Book Artist. Gearchiveerd op 3 november 2014. Geraadpleegd op 23 april 2015.
2. ↑  “Jazz. New York in the Roaring Twenties” bij VOGUE
3. ↑  “Jazz” op Parallelle Lijnen
4. ↑  “Hollywood in the 1930s” in Vanity Fair
5. ↑  Recensie van het boek “Hollywood” in GQ Magazine
6. ↑  dekluizenaar over “Hollywood”
7. ↑  Focus over „Berlin“
8. ↑  Die ZEIT over „Berlin“
9. ↑  NDR over „Berlin“
10. ↑  “Gangster” bordspel bij Myfair Games
11. ↑  Zeefdrukken door Robert Nippoldt
12. ↑  “The Great Beauty”, illustratie door Robert Nippoldt voor The New Yorker
13. ↑  “Becoming a jazz singer in my 30s”, illustratie door Robert Nippoldt voor Reader’s Digest
14. ↑  Robert Nippoldt bij TASCHEN. Gearchiveerd op 2 april 2015. Geraadpleegd op 23 april 2015.
15. ↑  Studio Nippoldt
16. ↑  “The Americans”, illustratie door Studio Nippoldt voor The New Yorker
17. ↑  “Gangster. Die Bosse von Chicago” bij Gerstenberg Verlag
18. ↑  “Jazz. New York in the Roaring Twenties” bij TASCHEN. Gearchiveerd op 24 september 2015. Geraadpleegd op 23 april 2015.
19. ↑  “Hollywood in the Thirties” bij TASCHEN. Gearchiveerd op 25 januari 2016. Geraadpleegd op 23 april 2015.
20. ↑  “The Great Transformation” bij Jacoby & Stuart
21. ↑  “Night Falls on the Berlin of the Roaring Twenties” bij TASCHEN. Gearchiveerd op 9 april 2021. Geraadpleegd op 18 juli 2018.
22. ↑  ADC Award voor “Berlin”
23. ↑  Indigo Design Award voor “Berlin”
24. ↑  iF Design Award voor “Berlin”. Gearchiveerd op 28 maart 2019. Geraadpleegd op 28 maart 2019.
25. ↑  German Design Award voor “Berlin”. Gearchiveerd op 29 november 2018. Geraadpleegd op 29 november 2018.
26. ↑  A' Design Award voor “Berlin”
27. ↑  Econ Megaphon Award, Shortlist, voor “Berlin”
28. ↑  International Design Award voor “Berlin”
29. ↑  Best Book Award voor “Berlin”
30. ↑  Berliner Type Award voor “Berlin”. Gearchiveerd op 2 oktober 2018. Geraadpleegd op 2 oktober 2018.
31. ↑  ADC Award voor “Berlin”
32. ↑  Joseph Binder Award voor “Berlin”
33. ↑  International Creative Media Award voor “Berlin”
34. ↑  Hans Helmut Prinzler: Berlin
35. ↑  German Design Award voor “Jazz”
36. ↑  International Book Award voor “Jazz”
37. ↑  Good Design Award voor “Jazz”
38. ↑  A' Design Award voor “Jazz”
39. ↑  D&AD Award voor “Jazz”
40. ↑  International Design Award voor “Jazz”
41. ↑  red dot design award voor “Hollywood”
42. ↑  European Design Award voor “Jazz”. Gearchiveerd op 10 juli 2018. Geraadpleegd op 23 april 2015.

- Bibliothèque nationale de France: cb16676360m (data)
- Gemeinsame Normdatei: 130305103
- International Standard Name Identifier: 0000 0000 1744 2463
- Library of Congress Control Number: nb2013019655
- Nationale Bibliotheek van Tsjechië: xx0214334
- Nederlandse Thesaurus van Auteursnamen: 402209737
- Système universitaire de documentation: 096321911
- Virtual International Authority File: 72496046
- WorldCat: E39PBJvhrKRHb8vV8vT6PFGJXd